# Europa Report
Europa Report är en amerikansk science fiction-film från 2013, regisserad av Sebastián Cordero, och med skådespelare som Christian Camargo, Anamaria Marinca, Michael Nyqvist, Daniel Wu, Karolina Wydra, och Sharlto Copley. Filmen hade biopremiär i USA den 2 augusti 2013.

## Handling
Filmen skildrar den fiktiva första bemannade expeditionen till Jupiters naturliga satellit Europa. Fastän tekniska misstag leder till att man förlorar kontakten med Jorden följt av en serie faror, fortsätter expeditionen tills man finner vatten och slutligen liv.

### Fotnoter
1. ↑  Kenneth Turan (1 augusti 2013). ”Review: 'Europa Report' gets good mileage from low-budget sci-fi”. os Angeles Times. http://articles.latimes.com/2013/aug/01/entertainment/la-et-mn-europa-report-20130802. Läst 2 oktober 2014.
2. 1 2  ”Europa Report”. Box Office Mojo. http://www.boxofficemojo.com/movies/?id=europareport.htm. Läst 2 oktober 2014.
3. ↑  ”Europa Report – Movie Trailers – iTunes”. Apple Inc.. http://trailers.apple.com/trailers/magnolia/europareport/. Läst 9 augusti 2013.
4. ↑  ”The Making of Europa Report”. fxguide.com. http://www.fxguide.com/quicktakes/the-making-of-europa-report/. Läst 2 oktober 2014.